# Золотий м'яч 1975
«Золотий м'яч 1975»

30 грудня 1975
Найкращий футболіст Європи: 
 Олег Блохін
 (вперше)

← 1974 * Золотий м'яч * 1976 →
Золотий м'яч 1975 року — 20-те щорічне вручення нагороди найкращому футболісту Європи, за підсумками опитування від журналу «Франс Футбол».

## Процедура голосування
Участь у голосуванні за визначення найкращого футболіста в Європі взяли представники 26 футбольних асоціацій УЄФА, зокрема: Австрії, Англії, Бельгії, Болгарії, Греції, Данії, Ірландії, Іспанії, Італії, Люксембурга, Нідерландів, НДР, Норвегії, Польщі, Португалії, Румунії, СРСР, Туреччини, Угорщини, Фінляндії, Франції, ФРН, Чехословаччини, Швейцарії, Швеції та Югославії.
Кожен із членів журі обирав п'ятьох футболістів, які, на його думку, є найкращими гравцями Європи. За перше місце нараховували 5 очок, за друге — чотири, за третє — три, за четверте — два, за п'яте — одне очко. Переможець максимально міг отримати 130 очок.
Результати голосування були опубліковані 30 грудня 1975 року в журналі France Football (№ 1551).

## Підсумки голосування
Володарем нагороди став нападник київського «Динамо» Олег Блохін, який значно випередив переможців попередніх років Франці Бекенбауера та Йогана Кройфа. Олег Блохін переміг з рекордним на той час результатом — 93,8 % максимально можливої кількості очок. 
Блохін став першим українським футболістом лауреатом нагороди «Золотий м'яч» (після нього «Золотий м'яч» вигравали також Ігор Бєланов та Андрій Шевченко).
| Місце | Гравець            | Клуб                       | Країна            | Очки | %      | Місця | Місця | Місця | Місця | Місця | К-ть голосів |
| Місце | Гравець            | Клуб                       | Країна            | Очки | %      | 1-ше  | 2-ге  | 3-тє  | 4-те  | 5-те  | К-ть голосів |
| ----- | ------------------ | -------------------------- | ----------------- | ---- | ------ | ----- | ----- | ----- | ----- | ----- | ------------ |
| 1     | Олег Блохін        | «Динамо» (Київ)            | СРСР              | 122  | 93.8 % | 20    | 5     |       | 1     |       | 26           |
| 2     | Франц Бекенбауер   | «Баварія»                  | ФРН               | 42   | 32.3 % | 4     | 2     | 3     | 2     | 1     | 12           |
| 3     | Йоган Кройф        | «Барселона»                | Нідерланди        | 27   | 20.8 % |       | 3     | 2     | 3     | 3     | 11           |
|       |                    |                            |                   |      |        |       |       |       |       |       |              |
| 4     | Берті Фогтс        | «Боруссія» (Менхенгладбах) | ФРН               | 25   | 19.2 % |       | 4     | 3     |       |       | 7            |
| 5     | Зепп Маєр          | «Баварія»                  | ФРН               | 20   | 15.4 % | 2     | 1     | 1     | 1     | 1     | 6            |
| 6     | Руд Гелс           | «Аякс»                     | Нідерланди        | 18   | 13.8 % |       | 1     | 2     | 3     | 2     | 8            |
| 7     | Юпп Гайнкес        | «Боруссія» (Менхенгладбах) | ФРН               | 17   | 13.1 % |       | 1     |       | 6     | 1     | 8            |
| 8     | Пауль Брайтнер     | «Реал» (Мадрид)            | ФРН               | 14   | 10.8 % |       | 1     | 2     | 2     |       | 5            |
| 9     | Колін Тодд         | «Дербі Каунті»             | Англія            | 12   | 9.2 %  |       |       | 2     | 2     | 2     | 6            |
| 10    | Дуду Джорджеску    | «Динамо» (Бухарест)        | Румунія           | 11   | 8.5 %  |       | 2     | 1     |       |       | 3            |
|       |                    |                            |                   |      |        |       |       |       |       |       |              |
| 11    | Пітер Лорімер      | «Лідс Юнайтед»             | Шотландія         | 9    | 6.9 %  |       | 1     | 1     | 1     |       | 3            |
| 11    | Піррі              | «Реал» (Мадрид)            | Іспанія           | 9    | 6.9 %  |       | 1     | 1     |       | 2     | 4            |
| 11    | Бранко Облак       | «Хайдук» «Шальке 04»       | Югославія         | 9    | 6.9 %  |       |       | 3     |       |       | 3            |
| 14    | Гюнтер Нетцер      | «Реал» (Мадрид)            | ФРН               | 6    | 4.6 %  |       | 1     |       | 1     |       | 2            |
| 14    | Діно Дзофф         | «Ювентус»                  | Італія            | 6    | 4.6 %  |       |       | 2     |       |       | 2            |
| 14    | Ральф Едстрем      | «ПСВ»                      | Швеція            | 6    | 4.6 %  |       |       | 1     |       | 3     | 4            |
| 17    | Христо Бонев       | «Локомотив» (Пловдив)      | Болгарія          | 4    | 3.1 %  |       | 1     |       |       |       | 1            |
| 17    | Гжегож Лято        | «Сталь» (Мелець)           | Польща            | 4    | 3.1 %  |       | 1     |       |       |       | 1            |
| 17    | Герд Мюллер        | «Баварія»                  | ФРН               | 4    | 3.1 %  |       | 1     |       |       |       | 1            |
| 17    | Іво Віктор         | «Дукла» (Прага)            | Чехословаччина    | 4    | 3.1 %  |       |       | 1     |       | 1     | 2            |
| 17    | Йосип Каталинський | «Желєзнічар» «Ніцца»       | Югославія         | 4    | 3.1 %  |       |       |       | 1     | 2     | 3            |
| 22    | Ян Пиварник        | «Слован» (Братислава)      | Чехословаччина    | 3    | 2.3 %  |       |       | 1     |       |       | 1            |
| 23    | Леонід Буряк       | «Динамо» (Київ)            | СРСР              | 2    | 1.5 %  |       |       |       | 1     |       | 1            |
| 23    | Юрген Крой         | «Заксенрінг» (Цвікау)      | НДР               | 2    | 1.5 %  |       |       |       | 1     |       | 1            |
| 23    | Йоган Нескенс      | «Барселона»                | Нідерланди        | 2    | 1.5 %  |       |       |       | 1     |       | 1            |
| 23    | Жан-Марк Гію       | «Анже» «Ніцца»             | Франція           | 2    | 1.5 %  |       |       |       |       | 2     | 2            |
| 27    | Дон Гівенс         | «Квінз Парк Рейнджерс»     | Ірландія          | 1    | 0.8 %  |       |       |       |       | 1     | 1            |
| 27    | Пет Дженнінгс      | «Тоттенгем Готспур»        | Північна Ірландія | 1    | 0.8 %  |       |       |       |       | 1     | 1            |
| 27    | Аллан Сімонсен     | «Боруссія» (Менхенгладбах) | Данія             | 1    | 0.8 %  |       |       |       |       | 1     | 1            |
| 27    | Драган Джаїч       | «Црвена Звезда» «Бастія»   | Югославія         | 1    | 0.8 %  |       |       |       |       | 1     | 1            |
| 27    | Джачінто Факкетті  | «Інтернаціонале»           | Італія            | 1    | 0.8 %  |       |       |       |       | 1     | 1            |
| 27    | Жуан Алвеш         | «Боавішта»                 | Португалія        | 1    | 0.8 %  |       |       |       |       | 1     | 1            |

## Цікаві факти

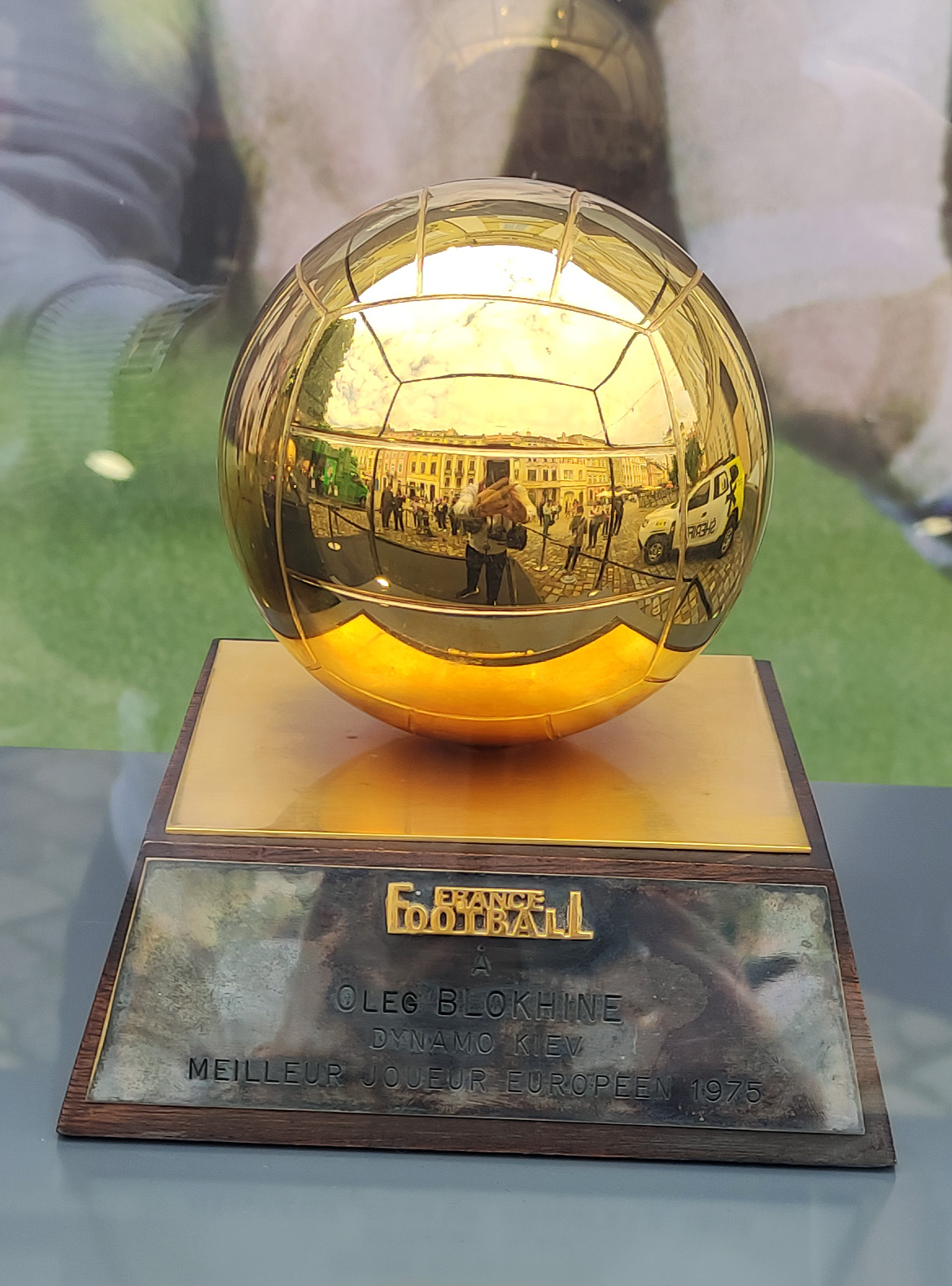
Золотий м'яч Олега Блохіна

- Розподіл по амплуа серед 32 футболістів згаданих в анкетах наступний: 5 воротарі, 6 захисників, 7 півзахисників та 14 нападників.[2]
- Олег Блохін переміг з рекордним на той час показником набраних очок — 122, перевершивши результат Йогана Кройфа — 116 очок (1971, 1974). Також, Олег Блохін переміг з найбільшою перевагою над гравцем, який посів друге місце — 80 очок (попередній рекорд належав Йогану Кройфу — 59 очок у 1971 році).
- Блохіна поставили на перше місце 20 із 26 респондентів, Бекенбауера — четверо (ФРН, Англія, Фінляндія та Ірландія), Маєра — двоє (Франція та Туреччина).
- Олег Блохін став другим радянським (після Льва Яшина), а також першим українським футболістом, який отримав нагороду найкращому футболісту Європи.
- Вдруге нагороду виграв представник СРСР. Лідерам за цим показником залишалися Іспанія та Нідерланди — по 3 нагороди.
- Вдруге, причому поспіль, за час проведення опитувань за переможця віддали свої голоси респонденти усіх країн, що взяли участь в опитуванні.
- Київське «Динамо» стало 13-м клубом, представник якого виграв трофей «Золотий м'яч». Найбільше таких нагород було в «Манчестер Юнайтед», «Реал» (Мадрид) та «Барселони» — по 3 нагороди.
- 32 гравці згадані в анкетах представляли 19 країн, з них найбільше було від ФРН — 7, від Нідерландів та Югославії — по 3, Італії, СРСР, Шотландії та Чехословаччина — по 2 гравці.
- Вперше в анкетах були названі футболісти із 19 країн, що стало рекордним показником з початку проведення опитування.
- Німці повторили власний рекорд року для однієї країни, встановлений ними в минулому році — 7 футболістів.
- Представники ФРН 19 років поспіль були серед номінантів на нагороду. Усього за 20 років проведення опитування найменше, по разу, в анкетах були відсутні представники Італії та ФРН. Футболісти Англії, Іспанії та СРСР згадувалися в анкетах у 18-ти опитуваннях, Франції — у 16-ти, Угорщини — у 15-ти опитуваннях.
- Німецькі футболісти найчастіше попадали в загальний залік опитувань — 64 рази, Італійські — 59, англійські — 56, угорські — 42, іспанські та радянські — по 39 разів.
- Вдруге лауреатом трофею став представник радянської першості. Лідером за цим показником залишався іспанський чемпіонат — 6 трофеїв, у англійської першості було в активі 4 трофеї.
- Всього в анкетах були названі гравці з 23 клубів, серед них найбільше було представників «Баварії», «Боруссії» (Менхенгладбах) та мадридського «Реала» — по 3, «Барселони», київського «Динамо» та «Ніцци» — по 2, ще із 17 клубів — по 1 гравцю.
- Всього за 20 років в анкетах були згадані 243 футболісти зі 123 клубів. Футболісти мадридського «Реала» були згадані в опитуваннях хоча б одного разу у 16-ти випадках, «Інтернаціонале» — у 15-ти, «Манчестер Юнайтед» та «Мілана» — у 14-ти, «Тоттенгем Готспур» — у 12-ти, московського «Динамо», «Бенфіки», «Баварії» та «Ювентуса» — в 11-ти випадках.
- Вперше в опитуваннях були згадані гравці 7 клубів, зокрема: «Дербі Каунті», «Шальке 04», «Ніцци», «Заксенрінг» (Цвікау), «Квінз Парк Рейнджерс», «Бастії» та «Боавішти».
- Рекордсменами за кількістю попадань у заліки опитувань були Еусебіу та Франца Бекенбауер  — по 11 номінацій, у Льва Яшина та Джанні Рівери — по 10, Боббі Чарлтона, Сандро Маццоли, Йогана Кройфа та Герда Мюллера — по 9 номінацій.
- Жоден французький гравець не попадав в десятку найкращих за підсумками опитування уже протягом 15 років. Останнім таким гравцем був Раймон Копа — 6 місце у 1960 році.
- Леонід Буряк став шостим гравцем київського «Динамо», який фігурував в опитуваннях щотижневика «Франс Футбол».
- Вперше в списках респондентів було одразу два представники київського «Динамо» (Олег Блохін та Леонід Буряк).